# Pointe-aux-Chenes, Louisiana
Pointe-aux-Chênes („Oak Point”) este o comunitate neîncorporată situată în Parohia Terrebonne, Louisiana, Statele Unite. În franceza Cajun, zona este cunoscută sub numele de Pointe-aux-Chenes („Punctul de stejar”). Comunitatea împarte un cod poștal cu Montegut (70377) și are mulți locuitori de origine Chitimacha.  În 1993, au înființat tribul indian Pointe-au-Chien, care este unul dintre cele trei triburi Houma recunoscute de stat.

## Istorie
Pointe-aux-Chenes găzduiește mulți membri ai tribului Pointe-au-Chien, care este un trib indian recunoscut de stat, dar nu recunoscut federal.     Tribul Pointe-au-Chien a fost format în 1993 ca un grup separatist din Națiunea United Houma. Membrii tribului se consideră legați de Chitimacha, Choctaw, Acolapissa și Atakapa.  
Începând cu anii 1970, membrii tribului s-au implicat din ce în ce mai mult în conservarea mediului, întrucât industrializarea a cauzat pagube importante zonelor de coastă și pierderea de bunuri. Membrii tribului spun că tăierile adânci făcute prin mlaștini au adus apă sărată și au dus la eroziunea de coastă a zonelor umede. Această eroziune a transformat stejarii odinioară abundenți din Pointe-aux-Chenes în coji goale. Eroziunea a transformat, de asemenea, zonele în care oamenii au trăit cândva în mlaștini înundate sau în ape deschise. În 2005, uraganul Rita a provocat inundații în orașul de până la 8 picioare (2,4 m) de apă către părți ale orașului.

## Geografie
Casele din Pointe-aux-Chenes sunt construite pe piloni pentru a se acomoda inundațiilor sezoniere și furtunilor. 

## Demografie
În jur de 680 de membri ai Pointe-au-Chien locuiesc în comunitate. 

## Educație
Terrebonne Parish School District operează școli publice. Școala Elementară Point-aux-Chenes se află în comunitate. 